# Умяк
Умя́к — река в России, левый приток реки Вятка. Протекает по территориям Можгинского, Кизнерского и Граховского районов Удмуртской Республики и Елабужского района Республики Татарстан.

## География
Устье реки находится в 45 км по левому берегу реки Вятка. Длина реки составляет 85 км, площадь водосборного бассейна — 1196 км².
Река берёт начало юго-западе Удмуртии на Можгинской возвышенности. Вдоль левого берега обширные леса, населённые пункты расположены в основном по правому берегу. В пределах ширины поймы в среднем и нижнем течении встречаются торфяные болота. В нижнем течении река протекает по равнине и характерны резкие изменения направления и большая извилистость русла. Средний уклон реки — 1,1 м/км, ширина русла в среднем течении 6-10 м, в нижнем — 12-20 м. Глубина на створах изменяется в пределах 0,8-2,0 м. Средняя скорость течения не превышает 0,2 м/с.

## Притоки
- Правые — Ишек (65 км от устья), Бемыжка (57).
- Левые — Большой Сырян (73), Яга (62), Адамка (42), Куклюк (23).

## Населённые пункты вдоль реки
От истока к устью: Малый Кармыж, Ерошкино, Решетниково, Нынек, Вишур, Поляково, Русский Куюк, Селянур, Поршур, Старые Ятчи, Шарберда, Умяк, Бажениха.

## Данные водного реестра
По данным государственного водного реестра России относится к Камскому бассейновому округу, водохозяйственный участок реки — Вятка от города Вятские Поляны и до устья, речной подбассейн реки — Вятка. Речной бассейн реки — Кама.
Код объекта в государственном водном реестре — 10010300612111100040547.